# The Wives of the Dead
The Wives of the Dead, deutsch Die Frauen der Toten, ist eine 1831 erschienene Erzählung des amerikanischen Schriftstellers Nathaniel Hawthorne (1804–1864).
Sie handelt von zwei jungen Witwen, die in derselben Nacht nacheinander erfahren, dass ihre Gatten noch am Leben sind; aus Rücksicht auf die Trauer der anderen behalten jedoch beide die freudige Nachricht für sich. Neben The Hollow of the Three Hills und An Old Woman’s Tale zählt The Wives of the Dead zu einer Reihe von experimentellen Frühwerken Hawthornes, in denen offenbleibt, ob sich die Handlung tatsächlich zuträgt oder nur der Einbildung oder einem Traum entstammt. Jede Interpretation hängt letztlich von der Deutung eines Wortes – she – im letzten Satz der Erzählung ab.

## Inhalt
Die Erzählung handelt von zwei „Schwestern“ oder vielmehr „jungvermählten Frauen zweier Brüder,“ Mary und Margaret, die beide innerhalb weniger Tage die Nachricht vom Tod ihrer Gatten ereilt hat. Marys Mann, ein Matrose, ist mit seinem Schiff im stürmischen Atlantik untergegangen, Margarets Mann, ein Soldat, ist im Krieg in Kanada gefallen. Nachdem sich die Trauergäste und auch der Pfarrer verabschiedet haben, bleiben die beiden allein in dem Haus zurück, das die beiden jungen Paare sich geteilt hatten, „verbanden ihre Herzen und weinten still zusammen,“ wobei Mary ihr Schicksal gottergeben annimmt, Margaret mit ihrem aber hadert. Schließlich ziehen sie sich jedoch in ihre privaten Schlafkammern zurück, die an die gemeinsame Wohnstube mit dem Herdfeuer anschließen.
Spätnachts hört Margaret ein Pochen an der Tür, nimmt die Lampe vom Herd und eilt zum Fenster: es ist der Gastwirt Parker, der ihr berichtet, dass entgegen den ersten Meldungen doch nicht alle Männer beim Gefecht in Kanada umgekommen seien und ihr Mann wohlauf und bereits auf dem Heimweg sei. Freudig erregt eilt Margaret ans Bett ihrer Schwägerin, weckt sie aber schließlich doch nicht, da sie fürchtet, ihre Trauer würde durch ihr eigenes Glück noch vertieft; schließlich legt sie sich wieder schlafen. Wenig später wird Mary durch ein Klopfen an der Türe wach. Wie zuvor Margaret nimmt sie die Lampe vom Herd und eilt zum Fenster. Es ist der Seemann Stephen, der Mary berichtet, dass ihr Mann sich aus dem Wrack seines Schiffes habe befreien können und wohlauf sei; er selbst habe ihn tags zuvor an Bord einer Brigg gesehen, die morgen den heimischen Hafen erreichen würde. Auch Marys erster Gedanke ist es, ihre Schwägerin zu wecken, doch schrickt auch sie davor zurück, um zu vermeiden, „daß Margaret zu Gedanken an Tod und Schmerz erwachen würde, nicht versüßt durch den Gegensatz zu ihrem eigenen Glück.“ Sie begnügt sich damit, fürsorglich Margarets aufgewühlte Betttücher zu richten, doch „ihre Hand zitterte gegen Margarets Hals, auch eine Träne fiel auf ihre Wange, und plötzlich erwachte sie.“

## Werkzusammenhang

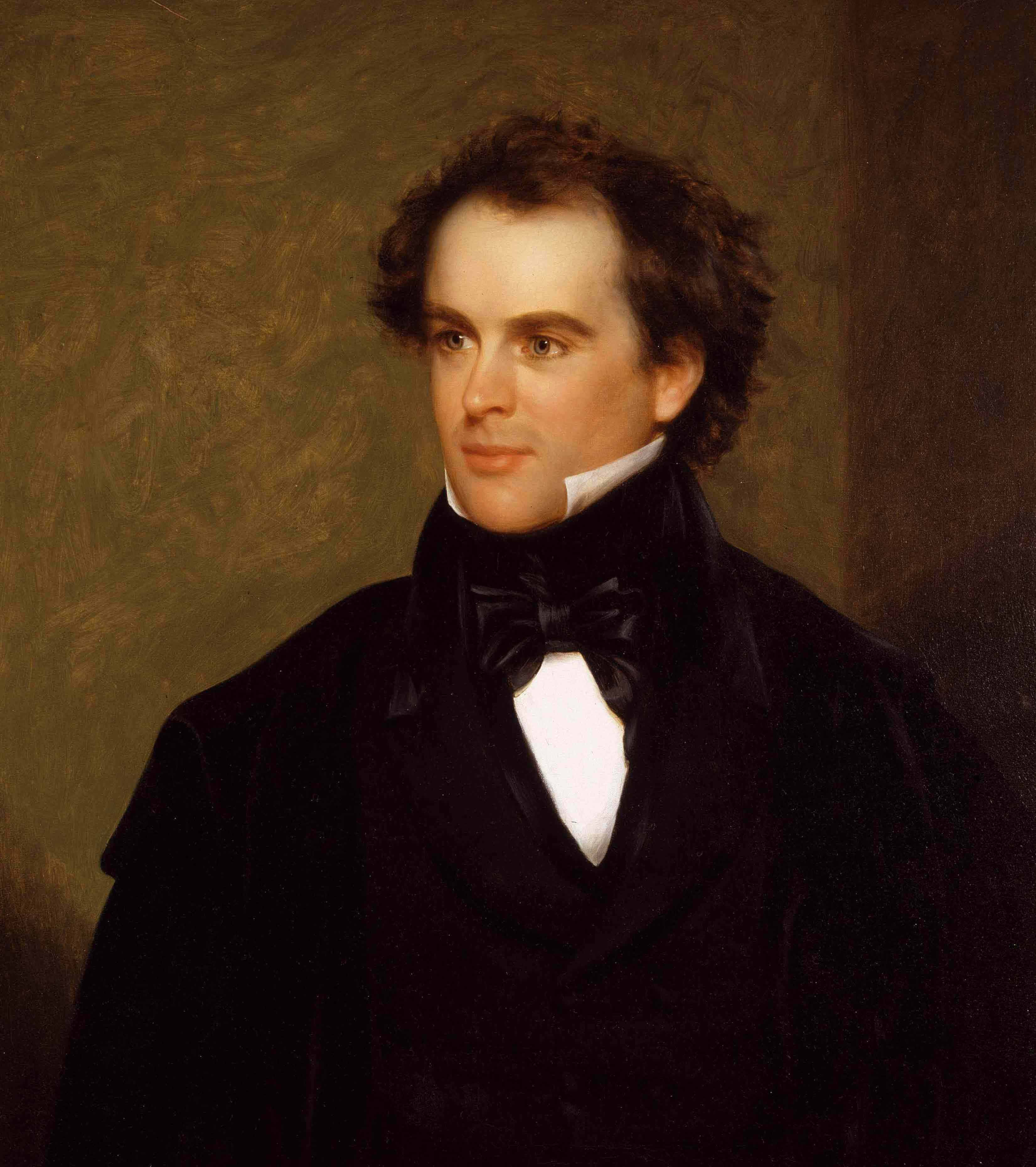
Nathaniel Hawthorne. Gemälde von Charles Osgood, 1840 (Peabody Essex Museum, Salem, Massachusetts).

The Wives of the Dead erschien erstmals 1831 in der Ausgabe des Geschenkbuchs The Token für das Jahr 1832 und wie alle Werke Hawthornes vor 1837 zunächst anonym. 1843 wurde sie in der Democratic Review nachgedruckt, die von Hawthornes Freund John L. O’Sullivan herausgegeben wurde. 1851 nahm Hawthorne sie schließlich in seine Kurzgeschichtensammlung The Snow-Image auf.
Ursprünglich war sie jedoch wohl Teil mindestens einer der Kurzgeschichtensammlungen, die Hawthorne in jungen Jahren plante, für die er schließlich jedoch keinen Verleger fand. Lea Bertani Vozar Newman vermutet, dass die Erzählung schon Teil der ersten dieser geplanten Sammlungen, Seven Tales of my Native Land, war, womit ihre Entstehung bereits um das Jahr 1825 anzusetzen wäre. Vom Inhalt der Seven Tales ist nur bekannt, was Hawthornes Schwester später in ihren Erinnerungen darüber schrieb: demnach handelten einige der Geschichten von Hexerei, andere von der Seefahrt; von den erhaltenen Frühwerken Hawthornes haben einige Hexerei zum Thema (so etwa The Hollow of the Three Hills), The Wives of the Dead ist indes das einzige, in dem auch die Seefahrt eine Rolle spielt. In diesem Zusammenhang ist auch ein autobiographischer Bezug denkbar, denn Hawthornes Vater war Hochseekapitän und starb 1808 in Suriname an Gelbfieber.
Alfred Weber nimmt jedoch aufgrund inhaltlicher Verweise an, dass Hawthorne die Geschichte frühestens gegen Ende 1829, eher noch später verfasste: so begann Hawthorne, wie aus den Ausleihregistern des Salem Athenaeum hervorgeht, im Oktober 1829 mit der Lektüre von Voltaires Zadig, das in der Erzählung erwähnt wird. Der „Grundgedanke“ der Erzählung findet sich wiederum in Hawthornes biographischer Skizze Sir William Pepperell, die im Token für das Jahr 1833 erschien und in der es über die Einnahme der französischen Festung Louisbourg im Jahr 1745 heißt:
| | |
| Dr. Douglass, a shrewd Scotch physician of the last century, who died before war had gathered in half its harvest, computes that many thousand blooming damsels, capable and well inclined to serve the state as wives and mothers, were compelled to lead lives of barren celibacy by the consequences of the successful siege of Louisburg. | „Dr. Douglass, ein scharfsinniger schottischer Arzt des letzten Jahrhunderts, der jedoch starb, bevor der Krieg auch nur die Hälfte seiner Ernte eingefahren hatte, hat errechnet, dass wohl einige tausend blühende Fräuleins, die sowohl willens als auch fähig waren, dem Staat als Gattinnen und Mütter zu dienen, als Folge der erfolgreichen Eroberung Louisbourgs zu einem Leben in fruchtloser Keuschheit gezwungen waren.“ |

Die dieser Passage zugrunde liegende Quelle, die Hawthorne wohl auch für die Erzählung Roger Malvin’s Burial nutzte, ist William Douglass’ A Summary, Historical and Political, of the First Planting, Progressive Improvements, and Present State of the British Settlements in North-America (1760), das sich Hawthorne vom 9. bis 13. Februar 1828 und erneut vom 26. Januar bis zum 4. Februar 1830 auslieh.
Möglicherweise war The Wives of the Dead auch für die Sammlung Provincial Tales vorgesehen, für die Hawthorne um 1830 vergebens einen Verleger suchte. Von Interesse sind diese Mutmaßungen, da diese frühen Kurzgeschichtensammlungen möglicherweise durch eine gemeinsame Rahmenerzählung verbunden waren und ihre Einzelgeschichten möglicherweise aufeinander Bezug nahmen – dieser ursprüngliche Werkzusammenhang ist indes verloren.

## Deutungen

### Deutungsstreit um den Schlusssatz
Die Interpreten der Geschichte sind in zwei Lager gespalten, grundlegend für die Positionierung ist die Frage, wer mit dem she im letzten Satz der Erzählung gemeint ist, den „unerklärlichsten Zeilen“ in Hawthornes gesamtem Werk, wie Benjamin Friedlander raunt:
| | |
| But her hand trembled against Margaret’s neck, a tear also fell upon her cheek, and she suddenly awoke. | „Doch ihre Hand zitterte gegen Margarets Hals, auch eine Träne fiel auf ihre Wange, und plötzlich erwachte sie.“ |

Bezieht sich das she auf Margaret, ist alles so, wie es schien, und die Geschichte ebenso konventionell wie tröstlich: die Männer sind tatsächlich noch am Leben, die beiden vermeintlichen Witwen werden sich im nächsten Moment vermutlich einander erklären und sich ihres gemeinsamen Glücks freuen. Bezieht es sich hingegen auf Mary, so bedeutet dies, dass sie vom nächtlichen Besuch Stephens nur geträumt hat, auch Margarets nächtliche „Offenbarung“ mag nur ein Traum gewesen sein, mithin stellt sich das Geschehen als bloßer verzweifelter Wunschtraum dar, der Tod behält das letzte Wort. „Realistische“ Interpretationen, die nicht von einem Traum ausgehen, laufen im schlimmsten Fall darauf hinaus, die Geschichte zu einem zuckrigen Rührstück über die Kraft der Hoffnung zu reduzieren. Für Mark Van Doren stellt sie ein Porträt „einzigartiger Zärtlichkeit“ und der rührenden „Zuneigung zweier Mädchen zueinander und der Liebe zu ihren Ehemännern“ dar. Andere begreifen The Wives of the Dead zuvörderst als eine Art Charakterstudie und konzentrieren sich auf die Unterschiede im Gemüt der beiden „Schwestern“ und ihre individuell verschiedenen Reaktionen auf eine identische Situation.
Die Rätselhaftigkeit gerade dieser Erzählung hat in beiden Lagern zu ebenso kleinteiligen wie langwierigen Analysen (close reading) einzelner Sätze und Formulierungen angeregt, die sich auf technische Aspekte wie die unmerklichen Wechsel der Erzählperspektive konzentrieren, dabei aber zu widersprüchlichen Ergebnissen kommen. So haben auch die „Realisten“ eine Erklärung für das abrupte Ende gefunden. Neal Frank Doubleday erkennt immerhin an, dass der Schluss einen merklichen Bruch mit erzählerischen Konventionen darstelle und mehr an die Kurzgeschichten der 1940er Jahre denn an die Romantik erinnere, sieht in ihm aber keine ontologische Komplikation, sondern bloß eine reizvolle dramatische Ironie. Michael J. Colacurcio, ebenfalls ein „Realist“, sieht im Schluss einen erzählerischen „Triumph strategischer Auslassung“ – die Erzählung ende, wo sie enden muss; wie die story weitergeht, sei klar, der plot hat seine Schuldigkeit getan.

### „Die Frauen der Toten“ als Traumgeschichte
Die Interpretation, dass sich das she des letzten Satzes auf Mary bezieht und sie das Geschehen somit nur geträumt hat, wird im Allgemeinen auf Hans-Joachim Langs Aufsatz How Ambiguous is Hawthorne? (1966) zurückgeführt. Lang verweist indes auf zwei frühere Interpreten, nämlich auf Harry Levin, der in The Power of Blackness (1958), einer heute klassischen Studie zur Literatur der amerikanischen Romantik, beiläufig schreibt, die beiden Witwen „träumten vergebens“ von der Rückkehr ihrer Ehemänner, sowie auf Leland Schubert, der bereits 1944 schrieb, dass Hawthorne mit dem letzten Satz wohl andeuten wolle, dass das Geschehen „wahrscheinlich“ nur ein Traum war.
Lang ist sich einerseits sicher, dass Hawthorne seine Geschichte absichtlich mit einem mehrdeutigen Satz habe enden lassen, andererseits lehre „recht elementare Stilistik“, dass der Schlusssatz arg ungelenk wäre, wenn sich das she nicht auf Mary bezöge. Die Annahme, dass die beiden vermeintlichen Witwen in derselben Nacht dieselbe frohe Nachricht erhalten, strapaziert ihm zudem die Grenzen der Wahrscheinlichkeit. Vielmehr vermöge es Hawthorne, die Handlung von Trauer über Freude in umso tiefere Trauer zu führen und so eine echte, wenn auch schmerzvolle Empfindung zu vermitteln. Dieser Stimmungsbogen stelle einen radikalen Bruch mit der sentimentalen Erzähltradition dar, der etwa Washington Irving oder Henry Wadsworth Longfellow folgten, in deren Werken nicht wenige Witwen mit Bibelversen, Blumenbouquets und drapierten Flaggen über den Tod ihrer auf See oder im Krieg verstorbenen heldenhaften Ehemänner getröstet werden. Erst in diesem Kontext werde deutlich, „auf was alles Hawthorne verzichtet. The Wives of the Dead ist weder sentimental noch fromm noch patriotisch.“ Die „realistische“ Lesart erscheint ihm als Akt beruhigender Selbsttäuschung: „Nur durch den Glauben an die Güte Gottes – möglichst hienieden – aber schlimmstenfalls im Jenseits – erhält die gutartige Interpretation eine gewisse Würde. Zwar nimmt die Syntax Schaden, aber was ist Glaube anderes als die Verrenkung der Syntax dieser Welt?“
Als zentrales Symbol der Erzählung macht Lang die Lampe aus, die die Witwen auf dem Herd haben stehen lassen (wohingegen sie Asche auf die Glut des Herdfeuers häufen). Im Lichte dieser Lampe erfahren die beiden Witwen die frohe Nachricht, sie ist ein Symbol der Hoffnung, wenn auch hier einer vergeblichen. Patricia Ann Carlson arbeitet die symbolische und funktionale Bedeutung der Lampe noch aus: demnach bestimmen die Beschreibungen ihres Lichts den Realitäts- bzw. Illusionscharakter der dargestellten Szene; „ruht“ die Lampe, so wie am Anfang der Erzählung oder schließlich am Ende, so befinden wir uns auf der Ebene der Realität, das Aufgreifen der Lampe erst durch Margaret, dann durch Mary zeigt den Beginn eines Traumes an.
G. R. Thompson schließt sich Lang mit einer Einschränkung an: selbst wenn sich das she auf Mary bezieht, ist dadurch noch nicht ausgeschlossen, dass Margarets Erlebnis ebenfalls nur ein Traum war. Entscheidend sei, dass der Erzähler von Beginn an die Grenzen zwischen Traum und Wirklichkeit bis zur Unentscheidbarkeit verwischt, jegliche Aussagen über ihren Realitätsgehalt erschwert und ihren Leser gezielt verunsichert. So beginnt und endet die Geschichte mit einer Variation des Erwachens; die folgende Geschichte, so der Erzähler im ersten Satz, habe ihrerzeit einiges Interesse „erweckt“ (awakened some degree of interest). Die nächtlichen Szenen erwecken den Eindruck einer traumartigen Unwirklichkeit, insbesondere durch die kunstvolle Beschreibung der Licht- und Tonverhältnisse: so etwa beim Abgang des Gastwirts Parker:
| | |
| So saying, the honest man departed; and his lantern gleamed along the street, bringing to view indistinct shapes of things, and the fragments of a world, like order glimmering through chaos, or memory roaming over the past. | „Mit diesen Worten brach der ehrliche Mann wieder auf; seine Laterne leuchtet durch die Straße, undeutliche Umrisse von Gegenständen ins Licht ziehend, Teilstücke einer Welt, wie eine durchs Chaos schimmernde Ordnung oder Erinnerungen, die durch die Vergangenheit streifen.“ |

Mary wiederum blickt dem Seemann Stephen mit einem „Zweifel an der Wirklichkeit“ (a doubt of waking reality) nach, „der stärker und dann wieder schwächer wurde, je nachdem, ob der Matrose gerade in den Schatten eines Hauses tauchte oder in die breiten Streifen des Mondlichts trat.“ Aber auch einer allzu einfachen Auflösung seiner Rätselgeschichte als bloßer Traum wirkt Hawthorne mit kleinen Details entgegen, wie schon Lang bemerkte; als Mary etwa das Fenster öffnen will, stellt sie fest, dass es nicht verschlossen ist („durch einen Zufall,“ wie der Erzähler unschuldig anmerkt), später eilt sie zur Kammertür Margarets, „die im Lauf der Nacht geschlossen worden war.“ Thompson macht ferner eine Reihe von subversiven Symbolen aus, deren herkömmliche oder scheinbare Bedeutung in ihr Gegenteil verkehrt ist. Neben der Lampe, die niemandem zur Heimkehr leuchtet, und dem Herdfeuer, das erlischt, zählt er hierzu das Fenster, durch das beide Witwen die frohe Kunde erfahren: als Margaret wieder einschläft, hüllt sie der Schlaf in „Visionen“, „herrlicher und wilder als der Hauch des Winters, der phantastisches Flechtwerk auf ein Fenster malt“ (like the breath of winter […] working fantastic tracery upon a window). Schließlich macht Thompson auf den bitter ironischen Gebrauch des Wortes blessing („Segen“) aufmerksam; zu Beginn fordert Mary ihre „Schwester“ auf, gemeinsam mit ihr „um den Segen zu bitten, für das, was uns beschert ist“, nachdem sie vom Überleben ihres Gatten erfahren – oder vielmehr geträumt – hat, schwoll in ihrem Herzen „eine selige Flut der Gewissheit“ an (a blessed flood of conviction; ein reichlich „plattes Wortspiel“, meint Thompson). Im Verlauf des Besuchs Stephens stellt sich jedoch heraus, dass das Schiff, auf dem ihr Mann unterging, den Namen Blessing trug (the Blessing turned bottom upwards) – die grausame Vorsehung, die hier am Werk ist, scheint von der Frömmigkeit Marys unbeeindruckt.
Benjamin Friedlander interessiert die Frage nach Traum und Wirklichkeit nur insofern, als Langs Hypothese ihm eine bessere Grundlage für seine quasi-psychoanalytischen Spekulationen über die unbewussten Prozesse liefert, denen er in der Geschichte nachspürt. Die äußerliche Handlung und das sorgfältig ausgearbeitete architektonische Setting spiegeln für ihn seelische Interieurs und die komplexe, unausgesprochene „Dynamik“ des Haushalts, die unausgesprochene Last gegenseitiger Verantwortlichkeit und Abhängigkeit ebenso wie unbewusste Ängste und Wünsche. Margarets impulsives Auftreten wie ihren unruhigen Schlaf („ihr Atem ging stoßweise“, so der Erzähler, und das Pochen an der Tür vernimmt sie zunächst in „langsamen, regelmäßigen Schlägen“ usf.) deutet er als Ausdruck eines sexuellen Begehrens, kommt aber nach einigen Seiten von ebenso detailliertem wie spekulativem close reading zum Schluss, dass sich ihr Begehren nicht auf ihren eigenen, sondern auf den Mann Marys richtet. Jedenfalls gefährde die mögliche Rückkehr nur eines Gatten (also die Konstellation, auf die sich beide jungen Witwen zunächst einzurichten glauben müssen) die prekäre Symmetrie des Haushalts, so dass in den Reaktionen beider „Schwestern“ weniger familiäre Fürsorge als Missgunst und Rivalität aufscheinen.

### „Realistische“ Interpretationen

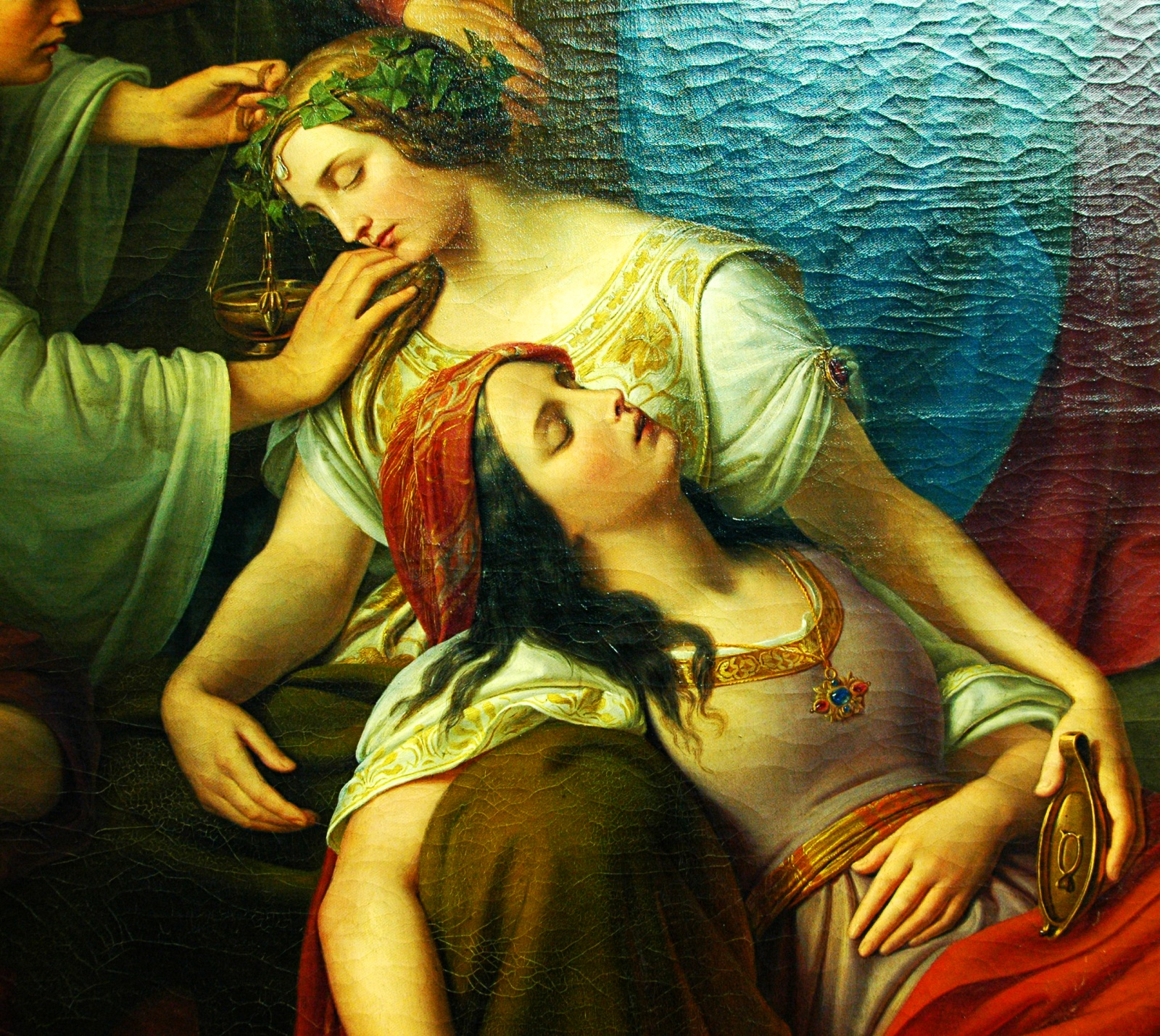
Schlafende Jungfrauen mit Öllampe. Ausschnitt aus Friedrich Wilhelm Schadows Gemälde Die klugen und die törichten Jungfrauen, 1838–1842.

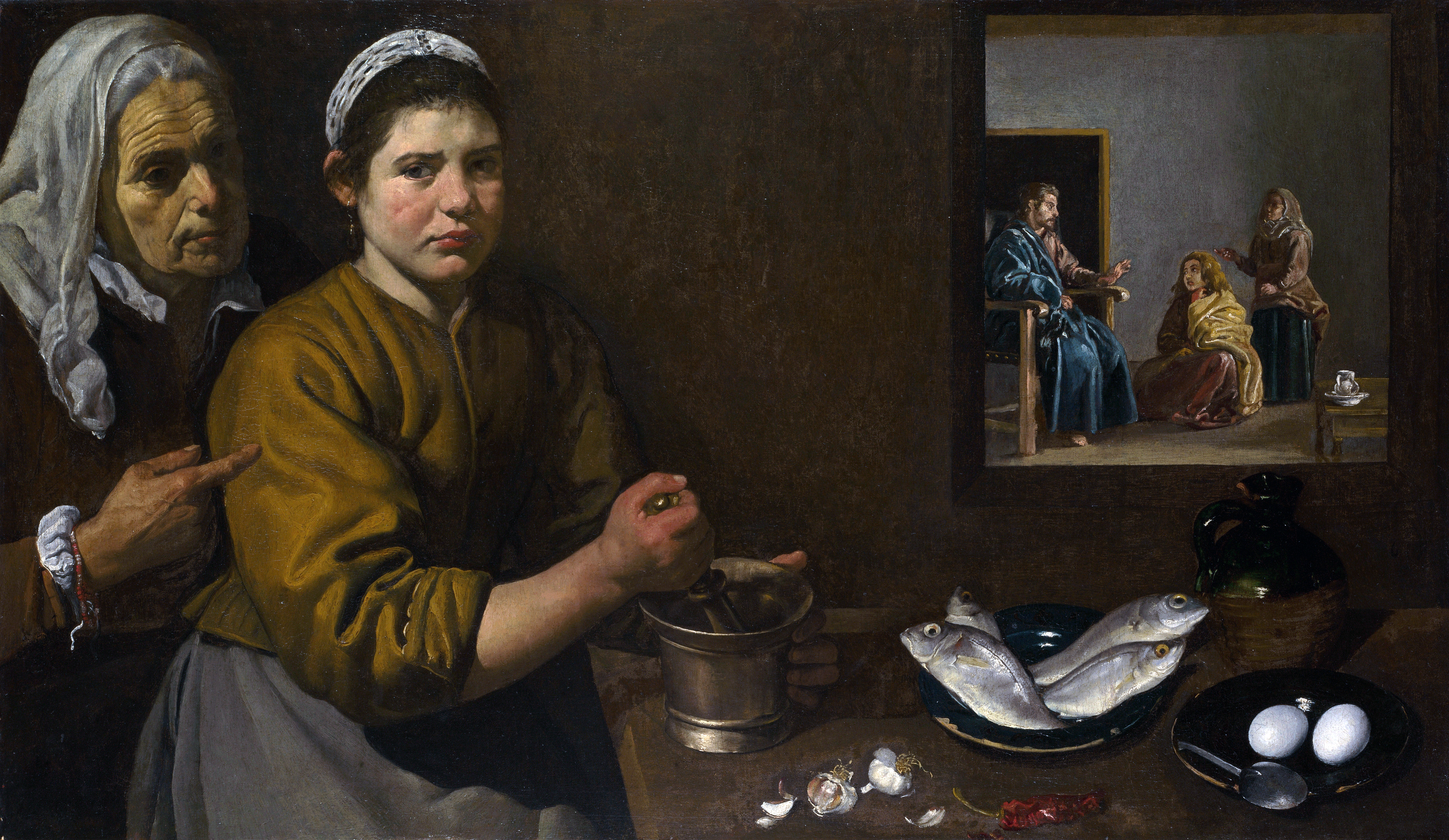
Christus im Hause von Maria und Martha. Gemälde von Diego Velázquez, 1618.

Einwände gegen Langs Interpretation sind teils technischer, teils inhaltlicher Natur: Doubleday bemängelt, dass sie einen durch und durch unaufrichtigen Erzähler voraussetze, der den Leser zuvor noch ausdrücklich hat wissen lassen, dass Mary durch das Klopfen an der Türe erwacht sei, um ihm dann das Gegenteil unterzujubeln. Michael J. Colacurcio schließt sich Doubleday an und kritisiert die Traumtheorie als „verzweifelte grammatische Hypothese“, die aller geläufigen Syntax zuwiderlaufe, sie werfe zudem ein unlösbares Problem für die Erzählperspektive auf, da es „keinen plausiblen Übergangspunkt von einem träumenden Bewusstsein zum anderen“ geben könne; ohnehin sei die Auflösung, dass alles nur ein Traum gewesen sei, kaum mehr als ein Klischee. Thompson wiederum bewertet Doubledays Einwände als „simplistisch“, Colacurcios Interpretation erscheint ihm unerklärlich und „obskurantistisch.“
Einig sind sich alle Interpreten immerhin darin, dass der Erzählung mindestens ein biblischer Subtext zugrunde liegt – etwa das Gleichnis von den klugen und törichten Jungfrauen (Mt 25,1–13 ) – doch haben die wenigsten mit dieser Erkenntnis etwaige theologische Fragestellungen der Geschichte erhellen können. Bill Christophersen, dem die Frage nach Traum oder Wirklichkeit recht gleichgültig ist, glaubt, dass Hawthorne vor allem die Geschichte von Martha und Maria von Bethanien (Lk 10,38–42  und Joh 11,20–33 ) im Sinn hatte. Maria ist die frommere der beiden biblischen Schwestern, wohingegen Martha etwa zunächst daran zweifelt, dass Jesus ihren Bruder Lazarus von den Toten auferwecken kann. Jesus rät Martha zudem, sich an der Zuversicht ihrer Schwester ein Vorbild zu nehmen („Der Herr antwortete: Martha, Martha, du machst dir viele Sorgen und Mühen. Aber nur eines ist notwendig. Maria hat das Bessere gewählt, das soll ihr nicht genommen werden“). Die Gottergebenheit der biblischen Maria wie von Hawthornes Mary ist also nach christlichen Maßstäben die richtige Art, sein Schicksal zu ertragen. Hawthorne gibt in der Erzählung Christophersen zufolge jedoch den Anwalt des Teufels und zeige, dass es eben nicht der Glaube ist, der Mary über ihren Schicksalsschlag hinweghilft, sondern vielmehr der menschliche Trost, den sie in einer „gottlosen Welt“ aus ihrer Gemeinschaft mit der lebenstüchtigeren Margaret schöpft; mithin hat Margaret „das Bessere gewählt.“ The Wives of the Dead sei, so Christophersen, ein ironisches „Gleichnis von der Selbsterlösung, verkleidet als Märchen über göttliche Gnade“ (an ironic parable of self-salvation posing as a fairy tale of divine grace).
Im Gegensatz dazu ist die Erzählung in Colacurcios Deutung eine Art philosophisches Gleichnis gerade über die Grenzen menschlicher Gemeinschaft. Als zentrales Oxymoron sieht er die zu Beginn der Erzählung eingeführte Formulierung an, Mary und Margaret trösteten sich über ihre mutual and peculiar sorrows. Scheinbar vereint in der Trauer, hat doch jede der „Schwestern“ ihr Schicksal allein zu tragen. Versinnbildlicht werde dies durch die symmetrische Architektur des gemeinsamen Hauses:
| | |
| The brothers and their brides, entering the married state with no more than the slender means which then sanctioned such a step, had confederated themselves in one household, with equal rights to the parlor, and claiming exclusive privileges in two sleeping rooms contiguous to it. Thither the widowed ones retired… | „Die Brüder und ihre Gattinnen, mit jenen spärlichen Mitteln in den Stand der Ehe getreten, die man damals gerade noch für ausreichend hielt, hatten einen gemeinsamen Haushalt gegründet, mit gleichen Rechten auf die Wohnstube, jedoch mit getrennten Ansprüchen auf zwei Schlafräume, die sich an die Wohnstube anschlossen. Dorthin zogen sich die Verwitweten zurück…“ |

Manche Dinge können geteilt werden (mutual und equal), manche nicht (peculiar und exclusive) – der Schmerz schon deshalb nicht, weil sich die beiden „Schwestern“ so grundlegend in ihrem Gemüt unterscheiden; bezeichnend hierfür ist Margarets Ablehnung der Bitte Marys, gemeinsam zu beten. So ist es gerade ihre Individualität, die die beiden trennt, und nicht einmal das Glück kann ihre Isolation überwinden, im Gegenteil: Beide schrecken letztlich davor zurück, ihre Freude mitzuteilen, weil sie befürchten, die menschliche Kluft noch zu vertiefen. Colacurcio macht hier deutliche theologische Untertöne nicht nur im Vokabular (woe, felicity, new-born gladness und so fort) aus: wie können sich die Glücklichen im Angesicht des Kummers freuen, wie kann der Erlöste gegenüber den Verdammten nicht so etwas wie Schuld empfinden?
Mark Harris schließlich vertritt die recht eigenwillige Meinung, Hawthorne führe den Leser bewusst auf eine falsche Fährte und lasse ihn zunächst glauben, er lese eine Traumgeschichte; tatsächlich sei nach dem Textbefund an den entscheidenden Stellen aber klar, dass weder Margaret noch Mary die nächtlichen Besuche träumen. Margaret träume schon deshalb nicht, weil der Erzähler an keiner Stelle erwähne, dass sie überhaupt eingeschlafen sei, sondern vielmehr betone, dass sie sich schlaflos im Bett wälze. Mary schläft hingegen tatsächlich ein, und der Erzähler spricht auch aus, dass sie träumt, doch erfahre der Leser vom Inhalt dieses Traums nichts. Harris verlässt sich auf die buchstäbliche Versicherung des Erzählers, dass Mary vom Klopfen an der Tür erwache. Mithin seien beide nächtliche Besuche gleichermaßen wirklich, doch meldet Harris Zweifel an der Aussage des Matrosen Stephen an (wohingegen ihm die Nachricht des Gastwirts Parker unverdächtig erscheint); es sei denkbar, dass Stephen seiner einstigen Angebeteten einen bösen Streich spiele – womöglich sei er gar nur ein Geist, ein Ertrunkener wie Marys Ehemann, denn der Erzähler beschreibt ihn als „naß, als wäre er den Tiefen des Meeres entstiegen“ (wet as if he had come out of the depths of the sea).

## Adaptionen
Der Komponist Alois Bröder adaptierte den Stoff für seine erste Oper The Wives of the Dead, die am 2. Februar 2013 am Theater Erfurt uraufgeführt wurde.

### Ausgaben
In der maßgeblichen Werkausgabe, der Centenary Edition of the Works of Nathaniel Hawthorne (Ohio State University Press, Columbus OH 1962ff.), findet sich The Wives of the Dead im von Donald Crowley herausgegebenen Band XI (The Snow-Image; Uncollected Tales). Einige der zahlreichen Sammelbände mit Hawthornes Kurzgeschichten enthalten die Erzählung, eine verbreitete Leseausgabe ist
- Nathaniel Hawthorne: Tales and Sketches. Herausgegeben von Roy Harvey Pearce. Library of America, New York 1982, ISBN 1-883011-33-7.

Ein Digitalisat der Originalausgabe von The Snow-Image findet sich auf den Seiten des Internet Archive:
- Nathaniel Hawthorne: The Snow-Image, and Other Twice-Told Tales. Ticknor, Reed and Fields, Boston 1853.

Es liegt eine deutsche Übersetzung vor:
- Die Frauen der Toten. Deutsch von Hannelore Neves.
  - in: Nathaniel Hawthorne: Die himmlische Eisenbahn. Erzählungen, Skizzen, Vorworte, Rezensionen. Mit einem Nachwort und Anmerkungen von Hans-Joachim Lang. Winkler, München 1977, ISBN 3-538-06068-1.
  - in: Nathaniel Hawthorne: Des Pfarrers schwarzer Schleier: Unheimliche Geschichten. Winkler, München 1985, ISBN 3-538-06584-5.

### Sekundärliteratur
- Patricia Ann Carlson: The Function of the Lamp in Hawthorne’s “The Wives of the Dead”. In: South Atlantic Bulletin. 40, 2, 1975, S. 62–64.
- Bill Christophersen: Hawthorne’s “The Wives of the Dead”: Bereavement and the “Better Part”. In: Studies in Short Fiction. 20, 1983, S. 1–6.
- Michael J. Colacurcio: The Province of Piety: Moral History in Hawthorne’s Early Tales. Duke University Press, Durham NC 1996, ISBN 0-8223-1572-6.
- Neal Frank Doubleday: Hawthorne’s Early Tales: A Critical Study. Duke University Press, Durham, N. C. 1972, ISBN 0-8223-0267-5.
- Benjamin Friedlander: Hawthorne’s “Waking Reality”. In: American Transcendental Quarterly. 13, 1999, S. 52–68.
- Thomas Friedman: Hawthorne’s Dreaming Wives of the Dead. In: Cuyahoga Review. 1, 1983, S. 141–142.
- Mark Harris: The Wives of the Living?: Absence of Dreams in Hawthorne’s “The Wives of the Dead”. In: Studies in Short Fiction. 29, 1992, S. 323–29.
- Hans-Joachim Lang: How Ambiguous Is Hawthorne? In: A. N. Kaul (Hrsg.): Hawthorne: A Collection of Critical Essays. Prentice-Hall, Englewood Cliffs, N.J. 1966, S. 68–98.
- Hans-Joachim Lang: Poeten und Pointen. Zur amerikanischen Erzählung des 19. Jahrhunderts. (= Erlanger Studien. 63). Palm & Enke, Erlangen 1985, ISBN 3-7896-0163-2.
- Luther S. Luedtke: Nathaniel Hawthorne and the Romance of the Orient. Indiana University Press, Bloomington/ Indianapolis 1989, ISBN 0-253-33613-9.
- Lea Bertani Vozar Newman: A Reader’s Guide to the Short Stories of Nathaniel Hawthorne. G. K. Hall & Co., Boston 1979, ISBN 0-8161-8398-8.
- Leland Schubert: Hawthorne, the Artist: Fine-Art Devices in Fiction. University of North Carolina Press, Chapel Hill 1944.
- John Selzer: Psychological Romance in Hawthorne’s “The Wives of the Dead”. In: Studies in Short Fiction. 16, 1979, S. 311–115.
- G. R. Thompson: The Art of Authorial Presence: Hawthorne’s Provincial Tales. Duke University Press, Durham, N. C. 1993, ISBN 0-8223-1321-9.